# Pseudocrossidium
A Pseudocrossidium egy nemzetség a valódi lombosmohák osztályának Pottiaceae családjából.

## Jellemzés
A fajok alacsony sűrűbb vagy lazább gyepet alkotnak, színük kívül világos-, sárgászöld a gyep belsejében barnás. A növények acrocarpok, egyszerűek vagy gyengén elágazók 1–2 cm magasak. A levelek szórt állásúak, alakjuk többféle, fajonként jellegzetes (nyelv, lándzsás alakú). Szárazon erősen, spirálisan csavarodottak, nedvesen szétállnak. A levélszél erősen begöngyölődő. A levélcsúcs erős hegyben kilép, a háti sejtek papillásak. A levélér jól fejlett, a felső sejtek papillásak, az alsók hosszúkásak. Keresztmetszetet készítve jól látható az ér háti stereida csoportja (erősen vastagodott sejtfalú elkülönülő sejtek). A levélsejtek kerekdedek, erősen papillásak, a levél tövénél hosszúkásak. 
Pseudocrossidium fajok kétlakiak. A toknyél egyenes, 1–2 cm hosszú. A spóratartótok elliptikus, hengeres, legtöbbször egyenes, de néha görbült. A perisztómium fogak száma 16 vagy 32, fonalasak, gyakran spirálisan csavarodottak. A tokfedő kúpos, gyakran csőrös, a kalyptra csuklya alakú. A spórák 8-12 mikrométer nagyságúak.

## Elterjedés
A nemzetség tagjai a világon szinte mindenhol előfordulnak: Európában, Ázsiában, Afrikában, Észak- és Dél-Amerikában és Ausztráliában is élnek fajai. Magyarországon csak két faja él (P. hornschuchianum és P. revolutum).

## Rendszertan és fajok
Pseudocrossidium nemzetség korábban a Barbula nemzetségbe tartozott (mint a Didymodon nemzetség), de Frey, Fischer és Stech munkája nyomán külön nemzetségbe kerültek a fentebb jellemzéssel rendelkező fajok. Világszerte 16 fajuk ismert, Európában a lenti 4 faj ismert, Magyarországon csak kettő:
- Pseudocrossidium hornschuchianum
- Pseudocrossidium obtusulum (Magyarországon nem él)
- Pseudocrossidium replicatum (Magyarországon nem él)
- Pseudocrossidium revolutum

## Fordítás
Ez a szócikk részben vagy egészben  a   Pseudocrossidium című német Wikipédia-szócikk ezen változatának fordításán alapul.  Az eredeti cikk szerkesztőit annak laptörténete sorolja fel. Ez a jelzés csupán a megfogalmazás eredetét és a szerzői jogokat jelzi, nem szolgál a cikkben szereplő információk forrásmegjelöléseként.